# De Samsons
De Samsons is het 28ste stripverhaal van Jommeke. De reeks wordt getekend door striptekenaar Jef Nys.

## Personages
- Jommeke
- Flip
- Marie
- Theofiel
- professor Gobelijn
- Filiberke
- kleine rollen: Pekkie, Annemieke, Rozemieke, burgemeester Zonnedorp e.a.

## Verhaal
Bij een ongeluk bij de kapster verbrandt het haar van Jommekes moeder Marie. Hierdoor heeft ze al haar haar verloren en heeft ze een kaalkop. Om haar te helpen ontwikkelt professor Gobelijn een haargroeimiddel. In geen tijd heeft Marie haar haar terug. Jommeke komt zo op het idee om het haargroeimiddel in massa te gaan aanmaken om zo alle kale mannen te helpen. Door een ongeluk ontsnapt het gas echter over het dorp. Alle inwoners ontwaken met een grote bos haar en andere lange lichaamsharen. Ook Jommeke, zijn ouders, Filiberke, Pekkie, de Miekes en professor Gobelijn zijn aangetast. Het haar knippen heeft geen zin gezien het direct weer teruggroeit. De lange haren leiden tot heel wat hilarische situaties.
De professor zoekt een tegenmiddel, maar zijn eerste middel maakt de haargroei nog erger. Een tweede middel zorgt ervoor dat de geknipte haren van Jommeke niet meer terug groeien. Ook zijn ouders krijgen het gas toegediend, maar dan blijkt dat het gas voor superkrachten zorgt. Jommeke, Marie, Theofiel en de professor zijn nu zo sterk dat ze huizen doen instorten. Door de kracht die vanuit hun lange haar komt, noemen zij zich de Samsons naar de Bijbelse figuur. Er volgen heel wat verhalen rond hun krachten. Zo breken ze alle kasseiwegen in het dorp open en leggen ze opnieuw aan. Het hoogtepunt is het rechtzetten van de Toren van Pisa. Op een dag blijkt dat het haar van de dorpelingen niet meer groeit. Het gas is uitgewerkt, waarop iedereen de haren weer kortknipt. De professor, Marie en Theofiel hadden echter kort daarvoor al hun haar afgeknipt om van hun krachten af te komen. Zo eindigt het verhaal opnieuw met kaalkoppen.

## Achtergronden bij het verhaal
- De titel verwijst naar bijbelfiguur Simson, ook Samson genoemd. Hij bezat een uitzonderlijke kracht die hij verloor toen zijn lange haren geknipt werden.
- Dit album is opnieuw gebaseerd op een uitvinding van professor Gobelijn die de bewoners van Zonnedorp teistert. Dit kwam eerder al voor in de albums Het staartendorp en Kinderen baas. Er wordt ook naar die albums verwezen tijdens dit album. Het is een van de weinige albums in dit genre waarbij Jommeke zelf slachtoffer wordt van de uitvinding. Meestal blijft hij als een van de weinigen gespaard.
- In het verhaal duikt de burgemeester van Zonnedorp even op. Het is een andere man dan de burgemeester in eerdere albums.